# Eileen Bennett

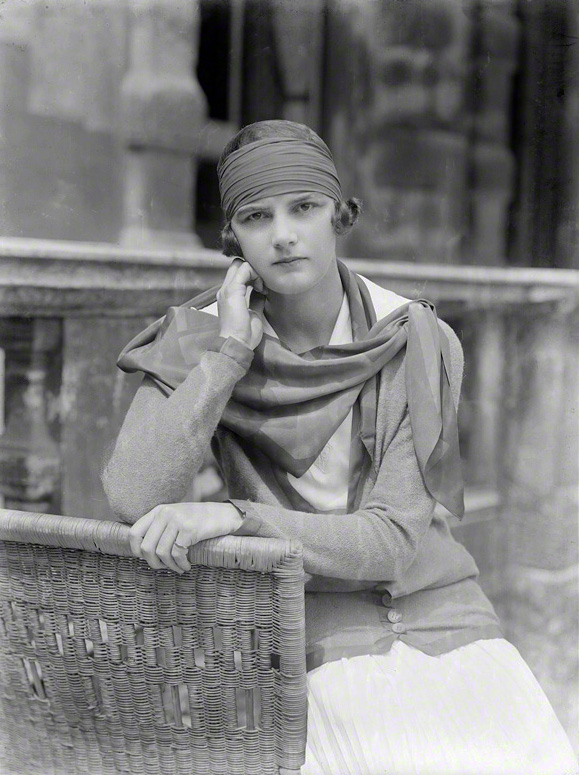
Eileen Bennett, 1928

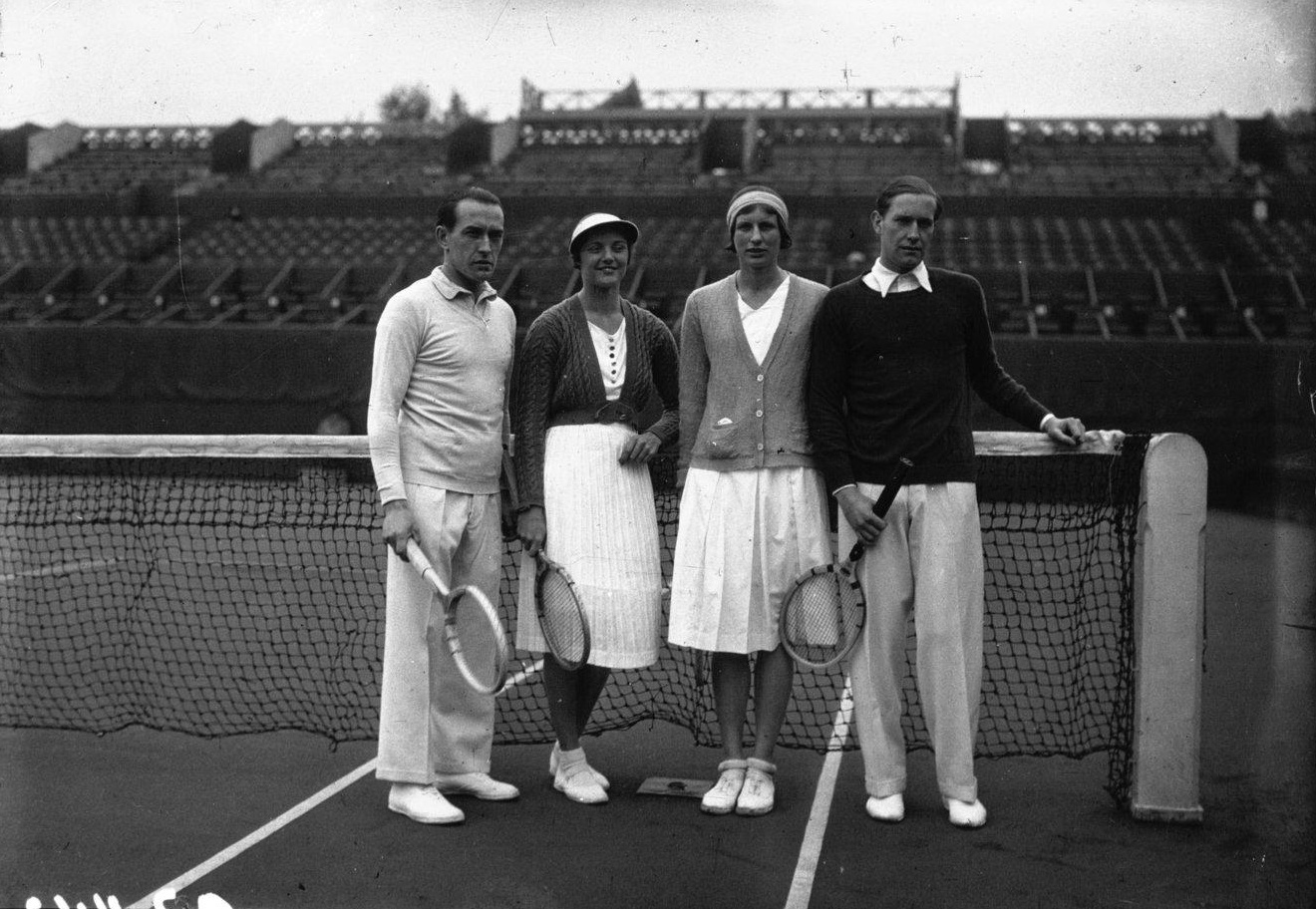
Eileen Bennett (2. v. l.), bei den Französischen Meisterschaften 1932

Eileen Bennett Whittingstall (* 16. Juli 1907 in London; † 18. August 1979) war eine britische Tennisspielerin aus England. Sie gewann in ihrer Karriere von 1927 bis 1931 jeweils drei Titel im Mixed- und Damendoppel bei Grand-Slam-Turnieren.

## Leben und Karriere
Bennett Whittingstall erreichte im Jahr 1928 das Finale der französischen Tennismeisterschaften (heute French Open), unterlag aber Helen Wills Moody in zwei Sätzen mit 1:6, 2:6. Drei Jahre später (1931) verlor sie wiederum gegen Moody das Endspiel der US-amerikanischen Tennismeisterschaften (heute US Open) im Dameneinzel, ebenfalls in zwei Sätzen mit 4:6, 1:6.
Wesentlich erfolgreicher war sie in den Doppelkonkurrenzen. Mit Phoebe Holcroft Watson siegte sie 1928 und mit Betty Nuthall Shoemaker 1931 in Paris. Im Jahr 1932 verlor sie mit Shoemaker das Endspiel gegen Moody und Elizabeth Ryan.
Whittingstall erreichte 1928 mit Ermyntrude Harvey das Finale der Wimbledon Championships. Sie verloren aber gegen Phoebe Holcroft Watson und Peggy Saunders in zwei Sätzen mit 2:6, 3:6. Mit Betty Shoemaker gewann sie das Turnier 1931 mit 6:2, 6:4 gegen Helen Jacobs und Dorothy Round. Mit dem Franzosen Henri Cochet besiegte Eileen Bennett Whittingstall in den Jahren 1928 und 1929 Helen Wills Moody und Frank Hunter im Mixed-Doppel-Wettbewerb. Im folgenden Jahr (1930) verlor die Britin mit Cochet das Endspiel gegen den US-Amerikaner Bill Tilden und der Deutschen Cilly Aussem. Whittingstall und Cochet holten auch den Titel im Mixed-Doppel den US-amerikanischen Meisterschaften 1927 gegen Hazel Wightman und René Lacoste. Das Ergebnis lautete 6:2, 6:0, 6:3.
Eileen Bennett Whittingstall rangierte 1928, 1929, 1931 und 1932 unter den Top 10 der Tennisweltrangliste. 1931 erreichte sie mit Rang drei die höchste Platzierung.
Die Britin war mit dem Maler Edmund Fearnley Whittingstall verheiratet.